# 크라피나자고레주

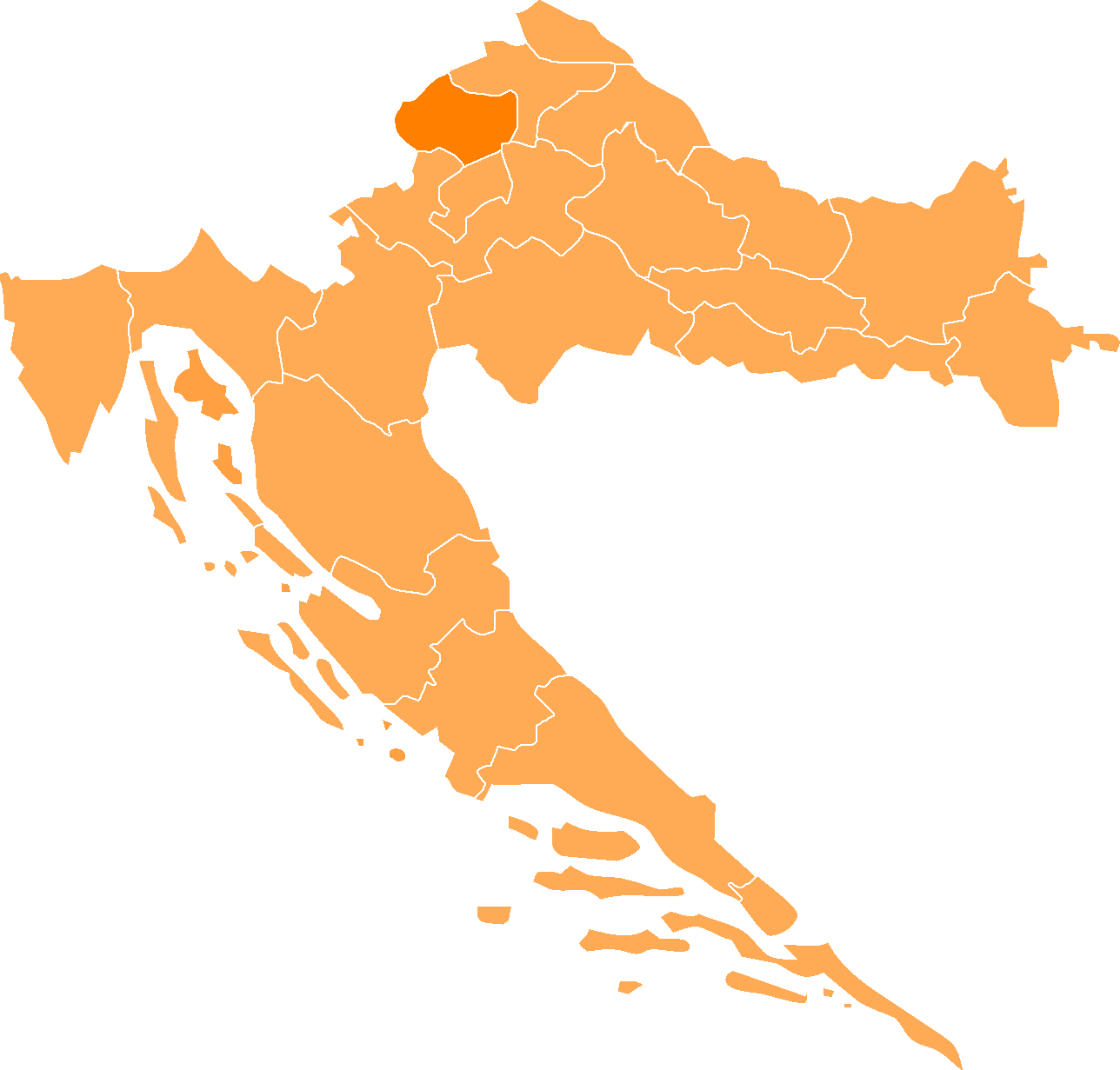
크라피나자고레주의 위치

크라피나자고레주(크로아티아어: Krapinsko-zagorska županija)는 크로아티아 북부에 위치한 주로 주도는 크라피나이며 면적은 1,224km2, 인구는 142,432명(2001년 기준), 인구 밀도는 115.8명/km2이다.
서쪽으로는 슬로베니아와 국경을 접하며 북동쪽으로는 바라주딘주, 남서쪽과 남동쪽으로는 자그레브주, 남쪽으로는 자그레브 직할시와 접한다. 7개 시와 25개 지방 자치체를 관할하며 주 의회는 51개 의석으로 구성되어 있다.

주기
주 문장

## 인구
| 연도 | 인구    | ±%     |
| ---- | ------- | ------ |
| 1857 | 100,804 | —      |
| 1869 | 113,711 | +12.8% |
| 1880 | 125,394 | +10.3% |
| 1890 | 139,547 | +11.3% |
| 1900 | 152,047 | +9.0%  |
| 1910 | 168,404 | +10.8% |
| 1921 | 163,594 | −2.9%  |
| 1931 | 175,227 | +7.1%  |

| 연도 | 인구    | ±%    |
| ---- | ------- | ----- |
| 1948 | 181,586 | +3.6% |
| 1953 | 178,938 | −1.5% |
| 1961 | 168,952 | −5.6% |
| 1971 | 161,247 | −4.6% |
| 1981 | 153,567 | −4.8% |
| 1991 | 148,779 | −3.1% |
| 2001 | 142,432 | −4.3% |
| 2011 | 132,892 | −6.7% |